# Dov Gabbay
Dov M. Gabbay é Professor Augustus De Morgan de Lógica no Grupo de Lógica, Linguagem e Computação , Departamento de Ciência da Computação, do Kings College London (Emérito). Ele é autor de mais de quatrocentos e cinquenta trabalhos de pesquisa e mais de trinta monografias de pesquisa. Ele é editor de várias revistas internacionais e mais de 50 manuais de lógica, incluindo o Manual de lógica filosófica, o Manual da Lógica em Ciência da Computação, e o Manual de Inteligência Artificial e Lógica de Programação, entre muitas outras obras de referência na lógica.
Ele é presidente e fundador de várias conferências internacionais, executivo da Fundação Europeia da Lógica Linguagem e Informação e Presidente do Grupo Internacional de Lógica, IGPL. Ele é fundador e presidente conjunta da Federação Internacional de Lógica Computacional, (Número Ele também é um dos quatro fundadores e membro do conselho de muitos anos de Folli, a Associação de Lógica, Linguagem e Informação, da qual ele, agora, está aposentado. Ele continua a ser um membro vida.
Ele é co-fundador com Jane Spurr da Faculdade Publicações, uma não rentável, start-up editora acadêmica associada à caridade, destinado a competir com grandes editoras caras, a preços acessíveis, e não necessitando de concessão de direitos autorais dos autores.

## Cargos
1968-1970 Instrutor, Universidade Hebraica de Jerusalém 

1970-1973 Professor Assistente de Filosofia da Universidade Stanford 

1973-1975 Professor Associado de Filosofia, Stanford University 

1975-1977 Professor Associado da Universidade Bar-Ilan 

1977-1983 Lady Davis Professor de Lógica, da Universidade Bar-Ilan 

1983-1998 Professor de Informática, do Imperial College, em Londres 

1998 - atual Professor de Informática, Professor de Filosofia, Augustus De Morgan Professor de Lógica, Kings College, em Londres 

2009 - presente especial Professor Bar Ilan University